# مونتلیمر ۹۳۸۳
سیارک ۹۳۸۳ (به انگلیسی: 9383 Montelimar، نامگذاری:1993TP15) نه هزار و سیصد و هشتاد و سومین سیارک کشف شده‌است که در ۹ اکتبر ۱۹۹۳ کشف شد.
قدر مطلق سیارک برابر ۱۳٫۹۰ است.